# Сан-Андреас (Каліфорнія)
Сан-Андреас (англ. San Andreas) — переписна місцевість (CDP) в США, в окрузі Калаверас штату Каліфорнія. Населення — 2994 особи (2020).

## Географія
Сан-Андреас розташований за координатами 38°10′35″ пн. ш. 120°40′10″ зх. д. / 38.17639° пн. ш. 120.66944° зх. д. (38.176277, -120.669368).  За даними Бюро перепису населення США в 2010 році переписна місцевість мала площу 21,74 км², з яких 21,70 км² — суходіл та 0,04 км² — водойми.

## Демографія
Згідно з переписом 2010 року, у переписній місцевості мешкали 2783 особи в 1146 домогосподарствах у складі 671 родини. Густота населення становила 128 осіб/км².  Було 1311 помешкання (60/км²).
Расовий склад населення:
| - 88,1 % — білих - 1,7 % — корінних американців - 1,0 % — азіатів - 0,8 % — чорних або афроамериканців - 3,0 % — осіб інших рас |

До двох чи більше рас належало 5,3 %. Частка іспаномовних становила 9,2 % від усіх жителів.
За віковим діапазоном населення розподілялося таким чином: 21,0 % — особи молодші 18 років, 56,2 % — особи у віці 18—64 років, 22,8 % — особи у віці 65 років та старші. Медіана віку мешканця становила 45,7 року. На 100 осіб жіночої статі у переписній місцевості припадало 88,6 чоловіків;  на 100 жінок у віці від 18 років та старших — 85,0 чоловіків також старших 18 років.
Середній дохід на одне домашнє господарство  становив 48 822 долари США (медіана — 40 125), а середній дохід на одну сім'ю — 63 965 доларів (медіана — 50 283). За межею бідності перебувало 15,8 % осіб, у тому числі 9,0 % дітей у віці до 18 років та 27,3 % осіб у віці 65 років та старших.
Цивільне працевлаштоване населення становило 1028 осіб. Основні галузі зайнятості: освіта, охорона здоров'я та соціальна допомога — 35,6 %, науковці, спеціалісти, менеджери — 18,7 %, роздрібна торгівля — 15,3 %.